# Býškovice
Býškovice (bis 1924 Biškovice), deutsch Bischkowitz, ist eine Gemeinde in Tschechien. Sie liegt acht Kilometer nördlich von Bystřice pod Hostýnem und gehört zum Okres Přerov.

## Geographie
Býškovice befindet sich zwischen der Kelečská pahorkatina (Keltscher Hügelland) und dem Maleníkwald am Bach Býškovický potok. Im Norden erheben sich der Mezicestí (337 m) und die Hranečníky (333 m), nordöstlich die Boží muka (351 m) sowie im Nordwesten der Pavelák (366 m) und Maleník (479 m).
Nachbarorte sind Rakov im Norden, Opatovice, Malhotice und Dolní Těšice im Nordosten, Rouské im Osten, Všechovice, Příleský Mlýn, Trávník, Drholec  und Provodovice im Südosten, Horní Újezd und Libosváry im Süden, Vítonice, Sovadina, Blazice, Žákovice und Žákovský Mlýn im Südwesten, Símře und Horní Nětčice im Westen sowie Dolní Nětčice im Nordwesten.

## Geschichte
Die Gegend von Býškovice gehört zu einem frühzeitlichen Siedlungsgebiet unweit der Bernsteinstraße. Die ältesten archäologischen Funde auf dem Gemeindegebiet sind der Urnenfelderkultur zuzuordnen.
Die erste schriftliche Erwähnung von Výškovice erfolgte im Jahre 1131. Ab 1372 wurde der Ort Wyskowicz genannt. Im Jahre 1474 kaufte Wilhelm II. von Pernstein zusammen mit der Burg Helfenstein auch Býškovice. 1554 erwarb Půta von Ludanitz die Herrschaft. Weitere Namensformen waren Bíškovice (1530), Wyškowic (1566), Byskowitz und Beskowitz (1672), Bisskowitz (1690), Wiskopitz (1720) und Bischkowitz (1771). Während des Dreißigjährigen Krieges erwarben die Dietrichsteiner die Herrschaft Helfenstein und machten Leipnik zum neuen Sitz. Die Matriken wurden seit 1738 in Všechovice geführt. Das älteste Ortssiegel stammt aus der Mitte des 18. Jahrhunderts. Die erste Schule wurde zu Beginn des 19. Jahrhunderts eingerichtet. Bis zur Mitte des 19. Jahrhunderts blieb das Dorf immer zur Herrschaft Leipnik untertänig.
Nach der Aufhebung der Patrimonialherrschaften bildete Biškovice/Bischkowitz ab 1850 eine Gemeinde in der Bezirkshauptmannschaft Holleschau. 1883 wurde ein neues Schulhaus eingeweiht. Seit 1924 führt die Gemeinde den Namen Býškovice. Während der deutschen Besetzung wurde Býškovice/Bischkowitz 1942 dem Bezirk Mährisch Weißkirchen zugeordnet. Nach dem Ende des Zweiten Weltkrieges kam die Gemeinde 1945 wieder zum Okres Holešov zurück. Nach dessen Aufhebung wurde Býškovice 1960 dem Okres Přerov zugeschlagen. Zwischen 1976 und 1990 war Býškovice dem Örtlichen Nationalausschuss Opatovice angeschlossen. Die Schule wurde 1984 geschlossen. Seit 1990 bildet Býškovice wieder eine eigene Gemeinde.

## Gemeindegliederung
Für die Gemeinde Býškovice sind keine Ortsteile ausgewiesen.

## Sehenswürdigkeiten
- Kapelle der hl. Anna auf dem Dorfplatz. Sie entstand in der Mitte des 18. Jahrhunderts anstelle eines hölzernen Glockenturmes. In einer Nische an der Vorderseite der Kapelle befand sich bis 2008 eine wertvolle Holzfigur des hl. Florian, die aus einer hölzernen Kapelle stammte. Sie wurde veräußert und durch eine durch ein Kunstschmiedegitter geschützte Figur der hl. Anna ersetzt.
- Statue des hl. Johannes von Nepomuk, an der Kapelle
- Gedenktafel für Bohuslav Závada an der ehemaligen Schule
- Gedenkstein für die Opfer des Ersten Weltkrieges, errichtet 1926
- mehrere Kreuze

## Söhne und Töchter der Gemeinde
- Bohuslav Závada (1890–1942), Brigadegeneral, er wurde am 26. August 1942 in Berlin-Plötzensee hingerichtet.